# Li troverò ad ogni costo
Li troverò ad ogni costo (Hide in Plain Sight) è un film del 1980 diretto e interpretato da James Caan al suo esordio alla regia.

## Trama
Thomas Hacklin, un operaio divorziato è costretto a vedere i due figli solo nella fine settimana. L'ex moglie Ruthie si è risposata con un delinquente, che viene arrestato durante una rapina e per salvarsi dalla galera, accetta di testimoniare contro la mafia. Così facendo, Thomas non potrà più vedere i suoi figli e dopo un inutile ricorso alle vie legali, passano alcuni anni, ma Thomas non si dà pace.